# Мавлютов, Хусаин Багаутдинович
Хусаин Багаутдинович Мавлютов (1893—1937) — кавалер двух орденов Красного Знамени РСФСР, участник Гражданской войны.

## Биография
Хусаин Мавлютов родился в августе 1893 года в городе Чистополь Казанской губернии (ныне — Республика Татарстан). Первоначально учился в медресе, затем перешёл в городскую русскую школу. Осенью 1915 года Мавлютов был призван на службу в царскую армию. Служил в 144-м запасном батальоне в Уфе. В 1916 году окончил Чугуевское военное училище, получил звание прапорщика. Участвовал в Первой мировой войне, был награждён Георгиевским крестом. В боях четыре раза был ранен и контужен. К моменту Февральской революции имел звание подпоручика.
После Февральской революции стал председателем ротного суда и ротного комитета. Летом 1917 года Мавлютов был тяжело ранен, лечился в госпитале в Перми. В начале апреля 1918 года он вступил в партию большевиков. Работал инспектором по просвещению среди татарского и башкирского населения при Пермской земской управе, был избран председателем Пермского окружного комиссариата по делам мусульман, стал редактором газеты «Красный Урал». В декабре 1918 года был избран членом Пермского губкома РКП(б) и заведующим его татаро-башкирской секцией.
В мае 1919 года Мавлютов добровольно пошёл на службу в Рабоче-крестьянскую Красную Армию. Принимал участие в боях под Оренбургом, форсировании Урала, сражениях с казачьими формированиями. За отличие в ноябрьских наступательных боях 1919 года с Илецким казачьим полком в ноябре 1919 года командир 3-го Уральского стрелкового полка Мавлютов был награждён орденом Красного Знамени (5.10.1920). В дальнейшем Мавлютов принял участие в Бухарской операции, где он командовал правой колонной Каганской группы войск. В боях за Бухару Мавлютов во главе своего полка неоднократно отличался. 25 октября 1928 года он был награждён вторым орденом Красного Знамени, а его часть — почётным революционным Красным Знаменем.
Участвовал в боях в Ферганской долине. После окончания войны Мавлютов продолжил службу в Рабоче-крестьянской Красной Армии. В 1924 году он окончил Военную академию РККА, в 1926 году — восточное отделение той же академии. До 1931 года находился на военно-дипломатической работе в Иране. С февраля 1931 года Мавлютов был начальником 3-го отдела 4-го управления штаба РККА, позднее продолжал служить на различных штабных должностях. 28 июля 1937 года в звании полковника он был уволен в запас.
Репрессирован по «султангалиевщине». 31 июля 1937 был арестован. 30 октября 1937 года был приговорён к высшей мере наказания — смертной казни — и в тот же день расстрелян.
1 июня 1957 года Мавлютов был посмертно реабилитирован решением Военной коллегии Верховного Суда СССР.

## Память
Его именем названа улица в Приволжском районе Казани, так же улица в Пермском крае в селе Баш-Култаево.